# Henry Garnet
Henry Garnet (Heanor, julio de 1555-Londres, 3 de mayo de 1606), a veces Henry Garnett, fue un sacerdote jesuita inglés ejecutado por alta traición, basándose únicamente en haber tenido conocimiento avanzado de la conspiración de la pólvora de 1605 y haberse negado a violar el sigilo sacramental para notificarlo a las autoridades. 

## Biografía
Nacido en Heanor, Derbyshire, se educó en Nottingham y más tarde en Winchester College, antes de mudarse a Londres en 1571 para trabajar para un editor. Allí profesó interés por los estudios jurídicos y en 1575 viajó por Europa y se unió a la Compañía de Jesús. Fue ordenado sacerdote en Roma hacia 1582.
En 1586, Garnet regresó a Inglaterra como parte de la misión jesuita y pronto sucedió al padre William Weston como superior de la compañía. Tras la captura de este último por las autoridades inglesas, Garnet estableció una imprenta secreta, que duró hasta finales de 1588, y en 1594 intercedió en Wisbech Stirs, una disputa entre el clero secular y regular. Garnet prefirió la resistencia no violenta a la persecución religiosa que sufrían los católicos en Inglaterra. En consecuencia, aprobó la revelación por parte de sacerdotes católicos de la existencia de la conspiración accesoria de 1603 y exhortó repetidamente a los católicos ingleses para que no planearan un cambio violento de régimen.
En el verano de 1605, Garnet se reunió con Robert Catesby, un miembro de la nobleza inglesa que, sin que él lo supiera, planeaba asesinar al rey protestante Jacobo I de Inglaterra. La existencia del complot de la pólvora de Catesby le fue revelada al padre Garnet por el padre Oswald Tesimond el 24 de julio de 1605, pero como la información se recibió bajo el secreto de confesión, el Derecho canónico impidió que estos padres jesuitas lo notificaran a las autoridades bajo pena de excomunión inmediata. En cambio, Garnet suplicó a Catesby para que cancelase su plan. También escribió a sus superiores en Roma, instándolos a ordenar a los católicos ingleses que no utilizasen la violencia.
Cuando la conspiración fracasó, Garnet se escondió, pero fue finalmente arrestado el 27 de enero de 1606. Fue llevado a Londres e interrogado por el Consejo Privado, entre cuyos miembros se encontraban John Popham, Edward Coke y Robert Cecil, primer conde de Salisbury. Encarcelado en la Torre de Londres, sus conversaciones con su compañero de prisión Edward Oldcorne fueron vigiladas por espías, y sus cartas a amigos como Anne Vaux fueron interceptadas. Criticado por su uso de equívocos según la doctrina de la reserva mental, que Coke calificó abiertamente de "mentiras y abjuraciones", su condena fue anunciada al final de su juicio el 28 de marzo de 1606 por no advertir a las autoridades de lo que planeaba Catesby, por lo que fue sentenciado a ser ahorcado, arrastrado y descuartizado. Fue ejecutado el 3 de mayo de 1606 en la plaza adyacente a la antigua catedral de San Pablo de Londres.